# Бад-Ессен
Бад-Ессен (нім. Bad Essen) — громада в Німеччині, розташована в землі Нижня Саксонія. Входить до складу району Оснабрюк.
Площа — 103,31 км2. Населення становить 15 982 ос. (станом на 31 грудня 2021).